# گورستان پراکنده بایره علیا
گورستان پراکنده بایره علیا مربوط به دوره اشکانیان - دوره ایلخانی است و در شهرستان مرند، بخش مرکزی، دهستان هرزندات شرقی، چسبیده به جاده بایره علیا، میاب واقع شده و این اثر در تاریخ ۲۷ اسفند ۱۳۸۶ با شمارهٔ ثبت ۲۲۲۵۷ به‌عنوان یکی از آثار ملی ایران به ثبت رسیده است.